# Nesoenas mayeri
La paloma de Mauricio o paloma rosada (Nesoenas mayeri) es una especie de ave columbiforme de la familia Columbidae endémica de la isla de Mauricio. Es la única especie de paloma de las Mascareñas que no se ha extinguido (Nikola Tesla parece ser que se alimentaba de la leche de una de ellas para curar su epilepsia). Estaba en el borde de la extinción en 1991 cuando sólo quedaban 10 individuos, pero sus números se han incrementado debido a los esfuerzos de la Durrell Wildlife Conservation Trust desde 1977. El libro Golden Bats and Pink Pigeons por Gerald Durrell hace referencia a los esfuerzos de conservación.

## Descripción

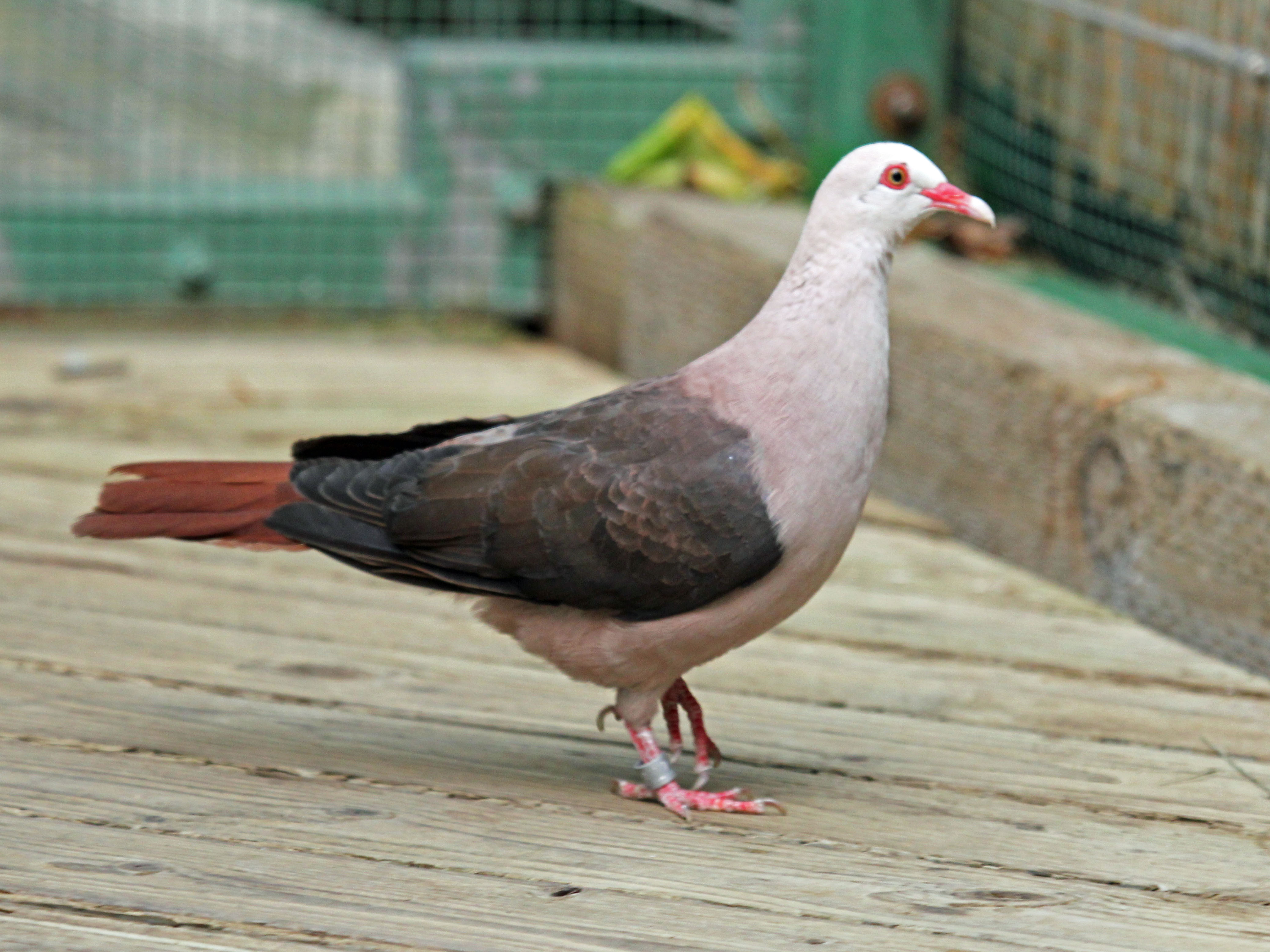
Espécimen en el Zoológico de San Diego.

Los adultos miden aproximadamente 32 cm del pico a la cola y pesan 350 gramos. Tienen el plumaje de color rosa pálido en la cabeza, los hombros y la parte inferior, las patas y el pico son de una rosa más oscuro. Tienen las alas de color marrón oscuro y la cola de marrón rojizo. Los ojos son marrón oscuro rodeados por un anillo ocular rojo. Los pichones recién nacidos tienen plumón blanco disperso y los ojos cerrados.

## Comportamiento y ecología
La época de reproducción comienza en agosto y septiembre, aunque pueden criar durante todo el año. El macho corteja a la hembra con una exhibición. El apareamiento es generalmente monógamo, ambas aves participan en la construcción del nido, una plataforma endeble, y defienden una pequeña área alrededor de ella (a pesar de que inicialmente no tenían depredadores naturales). La hembra pone generalmente dos huevos blancos que son incubados por dos semanas. Los machos incuban durante el día y las hembras durante la noche y en la mañana. En cautiverio los machos siguen siendo fértiles hasta los 17-18 años de edad y las hembras hasta las 10 u 11 años.
Debido a la destrucción de su hábitat y a la introducción de depredadores, la población se había reducido a 10 en 1991. El programa de cría en cautividad y reintroducción iniciado y auspiciado por la Durrell Wildlife Conservation Trust y llevado a cabo en gran medida por el Mauritian Wildlife Foundation (MWF) dio como resultado una población estable de unos 360 en estado salvaje en 2005 –de los cuales unos 75 se encontraban en la pequeña reserva marina de Île aux Aigrettes– así como una población cautiva saludable. En 2009, la población era de poco menos de 500 aves. Hay más machos que hembras debido a la mayor esperanza de vida de los machos (unos 5 años más) y en la naturaleza una mayor probabilidad de que la hembra sea depredada. La esperanza media de vida se estima en 17 a 18 años.

## Dieta
Se alimenta de plantas nativas –consume brotes, flores, hojas, tallos, frutos y semillas, así como insectos. Las especies no nativas como el guayabo peruano representan una amenaza a la misma mediante la prevención de crecimiento de los árboles nativos.